# Kamienny (szczyt)
Kamienny (790 m n.p.m.) – szczyt w Paśmie Równicy w Beskidzie Śląskim. Znajduje się bocznym, południowo-zachodnim grzbiecie Trzech Kopców.
Ta dość rozległa, częściowo pokryta polanami góra, wznosi się nad centrum miasta Wisły. W kierunku północno-zachodnim poprzez Cyrhlę odchodzi od Kamiennego grzbiet z Tokarnią, Bukową i Obłaźcem, zaś w kierunku południowo-zachodnim opada nad Wisłę ramię Jarzębatej z osiedlem o tej samej nazwie. Z masywu Kamiennego spływają 3 potoki: Dobka, mająca źródło na północnym stoku, oraz Partecznik i Gościejów na stoku południowo-zachodnim i południowo-wschodnim. Większa część góry leży w granicach Parku Krajobrazowego Beskidu Śląskiego.
Polany pod szczytem góry były zapewne jeszcze w XIX w. żywym ośrodkiem pasterskim, jednak Ludomir Sawicki, prowadzący w 1913 r. badania nad szałaśnictwem na Śląsku Cieszyńskim, zanotował szałas na Kamiennym jako dawno już nieistniejący.
W 1930 r. Oddział Polskiego Towarzystwa Tatrzańskiego „Beskid Śląski” w Cieszynie podjął decyzję zbudowania na Kamiennym schroniska turystycznego na zakupionej już wcześniej (w 1926 r.) parceli pod samym szczytem góry. W planach przewidziane było trzydzieści miejsc noclegowych i całoroczne zagospodarowanie (pod kątem rozwijanej wówczas turystyki narciarskiej). Do realizacji planów jednak nie doszło. Po wojnie, w dzierżawionym przez Oddział od 1947 r. budynku, istniała tu przez szereg lat popularna stacja turystyczna o ośmiu miejscach noclegowych (tylko dla członków PTT; klucze odbierało się w Zarządzie Oddziału w Cieszynie).
Przez Kamienny biegnie znakowany żółtym kolorem szlak turystyczny z Wisły na Trzy Kopce Wiślańskie.
 Wisła – Kamienny – Trzy Kopce. Suma podejść 400 m, czas przejścia 1:20 godz., z powrotem 50 min.